# Robertson County, Kentucky
Robertson County är ett administrativt område i delstaten Kentucky, USA. År 2010 hade countyt 2 282 invånare. Den administrativa huvudorten (county seat) är Mount Olivet. 

## Geografi
Enligt United States Census Bureau har countyt en total area på 259 km². 259 km² av den arean är land och 0 km² är vatten. 

### Angränsande countyn
- Bracken County - norr
- Mason County - nordost
- Fleming County - sydost
- Nicholas County - söder
- Harrison County - väst